# ヴァージニア・アストレイ
ヴァージニア・アストレイ（Virginia Astley、1959年9月26日 - ）は、1980年代から1990年代に最も活躍したイギリスのシンガーソングライター。彼女のソングライティングのキャリアは、1980年に始まった。クラシックの教育が彼女に影響を与え、また自分の音楽で実験的なことをしたいという欲求も影響した。アジア、特に日本で最も人気があるが、母国イギリスでは依然としてカルト・アーティストである。

## 略歴

### 生い立ち
ヴァージニア・アストレイは、1959年に双子のアリソンとともにイギリスのハートフォードシャー州ガーストンで、テレビドラマ『セイント 天国野郎』のテーマ曲などで有名な作曲家エドウィン・アストレイと、1945年に結婚した妻ヘイゼル・バルバーニーの間に次女として生まれた。ヴァージニア・アストレイの家族はウォリントン地域の出身で、1947年に彼女の姉のカレンが生まれてからグラッペンホールに暮らしていた。エドウィンが映画やテレビの脚本家として働いていたため、一家はミドルセックス州スタンモアに転居した。1960年代初頭、彼はボアハムウッドのITCエンターテインメントで音楽監督を務め、『セイント 天国野郎]』や『秘密命令 (Danger Man)』などのテレビ・シリーズを担当していた。
1968年、姉のカレンはザ・フーのピート・タウンゼントと結婚した。1970年代、ヴァージニアの兄ジョン・アストレイはエリック・クラプトンのテープ・オペレーターとなり、リマスター担当にして音楽プロデューサーへと昇進した。

### 音楽キャリア
バージニアは、6歳でピアノ、14歳でフルートを習い始めた。学校を卒業後、ギルドホール音楽演劇学校で学ぶ。彼女がプロとして公の場に初めて姿を現したのは、サウス・ケンジントン駅の外で大道芸人として登場した時であった。1980年、彼女はクラパムの新しいバンド、ヴィクティムズ・オブ・プレジャー（Victims of Pleasure）のオーディションを受けた。キーボードを演奏するアストレイは、ロンドン中のクラブやパブで短い間ながら彼らと共演した。1980年から1982年にバンドが解散するまでに、3枚のシングルをリリースしている。
その後、アストレイはスキッズのフロントマン、リチャード・ジョブソンとともにアルバム『The Ballad Of Etiquette』の作曲、編曲、演奏を行った。ジョブソンがベルギーのレーベル、レ・ディスク・デュ・クレプスキュールに移籍した後も彼らのコラボレーションは続き、アストレイはクレプスキュールのコンピレーション『原罪の果実 (The Fruit of the Original Sin)』に貢献した。彼女はまた、ザ・ドリーム・メーカーズ（映画製作者のジャン・ポール・グードとのコラボレーション）の一員として「La Chanson d'Helene」（ヘレンの歌）のカバー・バージョンに貢献し、彼女の独特なボーカル・スタイルによる初期の例を披露している。
アストレイが自分の作品をリリースすることを真剣に検討し始めたのは、この初期の時期であったが、これらの計画はすぐ実現には至らなかった。その後、1981年にイギリスの小さなレーベルWhy-Fiと契約し、一連の曲を録音した。学生時代の友人であるジョー・ウェルズ（キッシング・ザ・ピンク）と、大学の友人であるニッキー・ホランドの両人や、トニー・バトラー、マーク・ブレゼジッキー、ピーター・ホープ＝エヴァンスが制作に貢献した。その後、アストレイは別のWhy-Fiのアーティストであるトロイ・テイトから、ティアドロップ・エクスプローズのサポート・バンドのポジションのオファーを受けた。1990年代、彼女の音楽スタイルが日本で人気があることに気づき、アジアのアーティストとコラボレーションを続けた。

### ラヴィッシング・ビューティーズ
彼女はニッキー・ホランドともう一人の大学の友人であるケイト・セント・ジョンをスカウトし、バンド「ラヴィッシング・ビューティーズ (Ravishing Beauties)」を結成した。このトリオは、1981年の冬にリバプールのティアドロップ・エクスプローズのツアーに帯同し、小規模クラブでの一連の公演と1982年初めのイギリス・ツアーを行った。また、エコー&ザ・バニーメン、スキッズ、スージー・アンド・ザ・バンシーズともレコーディングを行った。
ケイト・セント・ジョンとニッキー・ホランドは、アストレイが日本に再登場した1990年代にもソロ活動を続けた。ラヴィッシング・ビューティーズはバンドとしてレコーディングを行わなかったが、1982年4月のBBCラジオ1における『ジョン・ピール・セッション』などのラジオ番組に出演した。
ラヴィッシング・ビューティーズは、最初にリバプールのクラブ・ズーで演奏し、その後、ティアドロップ・エクスプローズとのサポート・ツアーを行った。アストレイはバンドの曲のほとんどを書き、そのうちのいくつかはWhy-Fiとの最初のソロ・プロジェクトにおいて登場した。バンドは短命で、セント・ジョンは初めモデルとなり最終的にはドリーム・アカデミーのメンバーとなり、ホランドはセッション活動を行ってティアーズ・フォー・フィアーズへと参加した。

### ソロ活動
アストレイが最初にレコーディングしたミュージシャンの1人がリチャード・ジョブソンであった。ジョン・マッギオークとジョセフィン・ウェルズとともに、ジョブソンの詩のために音楽的な背景を作成した。この作品は1981年末に『The Ballad of Etiquette』としてリリースされた。その後、アストレイはジョブソンとともに日本公演を行った。彼女はまた、クレプスキュール・レーベルでの仕事、リチャード・ジョブソンやアンナ・ドミノのピアノ演奏や編曲など、他の人々のプロジェクトにも取り組んだ。1982年にコンピレーション・アルバム『ブリュッセルより愛をこめて (From Brussels with Love)』にも曲を収録した。続いてリチャード・ジョブソンとラッセル・ウェッブとのセッションが行われ、スキッズの最後のアルバム『Joy』が制作され、このアルバムではアストレイがフルートおよびバック・シンガーとしてフィーチャーされた。
アストレイはクレプスキュールのためにソロ・アルバム『She Stood Up And Cried』をレコーディングしたが、これは撤回され、最終的には3年後に『プロミス・ナッシング』としてリリースされた。彼女は1981年半ばにWhy-Fiと契約し、『A Bao A Qu』というEPを録音した。このタイトルは、ホルヘ・ルイス・ボルヘスの1967年の『幻獣辞典』に登場するマレー半島の伝説から取られたものである。本作はジョン・アストレイとフィル・チャップマンによってプロデュースされた。ワッピングにあるエレファント・スタジオと呼ばれるデモ・スタジオを使用して、アストレイは1983年にインディーズ・トップ10（8位）に入るきっかけとなった「Love's a Lonely Place to Be」という、クリスマス・キャロルのサウンドにもかかわらず絶望と不安を表現した楽曲を録音した。この曲は後に1986年のアルバム『サム・スモール・ホープ』に収録されている。1982年、アストレイは義理の兄にあたるピート・タウンゼントのアルバム『チャイニーズ・アイズ』でもピアノを演奏した。
アルバム『サンクタス (From Gardens Where We Feel Secure)』は、1983年8月にリリースされ、アストレイ自身のレーベル「ハッピー・ヴァレー (Happy Valley)」で録音され、その後、再発も行うラフ・トレードによって販売された。このアルバムはインディーズ・チャートで4位を獲得したが、シングルもアルバムもメインストリーム・チャートには載らなかった。
1983年、アストレイは弦楽奏者のオードリー・ライリー、ジョセリン・プーク、アン・スティーヴンソンと、ドラマーのブライアン・ネヴィルや作曲家のジェレミー・ペイトン・ジョーンズなどのゲストを迎えた、よりパーマネントなラインナップを確立した。
1984年、アストレイはファースト・アルバムの頃のプリファブ・スプラウトのツアーでキーボードを演奏し、キッチンウェア・レコードのレーベル仲間であるマーティン・スティーヴンソン・アンド・ザ・デインティーズ、ヴィック・ゴダード、ジーク・マニーカらとのセッションも行った。
1984年に彼女はアリスタと契約したが、エレクトラ・レコードに加わるために離れた。「Darkness Has Reached its End」と「Tender」は両方ともこの時にレコーディングされた。エレクトラUKが解散すると、WEAに行き、1986年に坂本龍一のプロデュースでアルバム『サム・スモール・ホープ (Hope in a Darkened Heart)』をレコーディングした。
1989年、アストレイはユーリズミックスのメンバーであるデイヴ・スチュワートと「Second Chance」という曲を共同制作し、『Lily Was Here』サウンドトラックに収録された。
1986年のアルバム『サム・スモール・ホープ』の日本での成功により、アストレイは日本コロムビアとの契約を求められ、さらに2枚のアルバム、1992年に『オール・シャル・ビー・ウェル』、1996年に『ハド・アイ・ザ・ヘヴン』をレコーディングした。アルバムの最初の曲「Some Small Hope」はデヴィッド・シルヴィアンとのコラボレーションによりリリースされた。
それ以来、アストレイは松岡英明とSILENT POETSの両方のCDにゲスト参加している。『サンクタス』は2003年に新しいジャケットで再発され、2006年には10年ぶりとなる新曲によるアルバム『The Words Between Our Words』をリリースした。このミニ・アルバムでは、ハープ音楽をバックにアストレイが自身の詩を朗読している。2007年、彼女はフルート、ハープ、鳥のさえずりを伴った長い詩『Ecliptic』を初演した。

## ディスコグラフィ

### スタジオ・アルバム
- 『サンクタス』 - From Gardens Where We Feel Secure (1983年、Rough Trade) ※全英インディー・チャート4位[6]
- 『サム・スモール・ホープ』 - Hope in a Darkened Heart (1986年、WEA)
- 『オール・シャル・ビー・ウェル』 - All Shall Be Well (1992年、Nippon Columbia)
- 『ハド・アイ・ザ・ヘヴン』 - Had I The Heavens (1996年、Nippon Columbia)
- The Words Between Our Words (2006年) ※オンライン限定。with フローレンス・アストレイ
- Maiden Newton Ecliptic (2007年、Artension)
- The Singing Places (2023年)

### EP
- A Bao A Qu (1982年、Why-Fi)

### コンピレーション・アルバム
- 『プロミス・ナッシング』 - Promise Nothing (1983年、Les Disques Du Crépuscule)

### シングル
- "Love's a Lonely Place to Be" (1983年) ※全英インディー・チャート8位[6]
- 「メルト・ザ・スノウ」 - "Melt The Snow" (1985年) ※全英インディー・チャート27位[6]
- "Tender" (1985年)
- "Darkness Has Reached Its End" (1985年)
- "Le Song" (1986年)
- 「チャーム」 - "Charm" (1986年)
- 「サム・スモール・ホープ」 - "Some Small Hope" (1987年) ※with デヴィッド・シルヴィアン

### ヴィクティムズ・オブ・プレジャー
- "When You're Young" (1980年) ※7インチ・シングル
- "Slave to Fashion" (1981年) ※7インチ・シングル
- "Jack and Jill" (1982年) ※7インチ・シングル